# Discradisca strigata
Discradisca strigata är en armfotingsart som först beskrevs av William John Broderip 1834.  Discradisca strigata ingår i släktet Discradisca och familjen Discinidae. Inga underarter finns listade i Catalogue of Life.